# Yaese
Yaese (八重瀬町?) è una cittadina giapponese della prefettura di Okinawa.